# Roger Shah
Roger Shah (alias DJ Shah, Sunlounger, Purple Mood, Savannah, Black Pearl, High Noon at Salinas, Magic Island, Global Experience, Alongshore, a další), celým jménem Roger-Pierre Shah (* 27. listopadu 1972 Esslingen), je německý DJ a producent hrající elektronickou taneční hudbu stylu trance a balearic.

## Životopis
Roger-Pierre Shah se narodil 27. listopadu 1972 v německém Esslingenu. Svou kariéru odstartoval v roce 1996. Jeho nástup mezi elitu byl zaznamenán v roce 1999, kdy vydal tracky „The Mission“, „Claps“ a „Tides of Time“. Nejúspěšnější z nich, „Claps“, se držel v Top 5 v různých hitparádách, čímž si Roger Shah získal pozornost po celém světě. Později, na přelomu tisíciletí, vydal dva úspěšné tracky „Commandments“ a „Riddim“. Oba dva zaznamenaly v hitparádách třetí místo. Mezi přední DJe se zařadil v roce 2003, kdy vydal track „High“ na anglickém labelu Virgin Records, sub-labelu Nebula. Poté začal vydávat tracky na labelech jako Anjunabeats, Vandit, Blackhole nebo Armada/A State of Trance. Jeho track „Who Will Find Me“ vydaný v roce 2007 označil nynější světový DJ číslo jedna Armin van Buuren jako jeho nejoblíbenější track roku 2007.[zdroj⁠?!]
Do paměti se mnoha lidem vžil také jako úspěšný remixer. Shah přepracoval tracky zpěvačky Sarah McLachlan nebo Nadia Ali. Obrovský úspěch zaznamenal jeho remix „In & Out & White Sand“ od Armina van Buurena. Jeho tracky remixovali DJové jako Tiësto, Armin Van Buuren, Mark Norman, York, Cosmic Gate, Josh Gabriel, Johan Gielen, System F, The Thrillseekers, Solarstone, Three Drives nebo Matt Darey & OceanLab.
Jeho album Another Day on The Terrace, vydané pod pseudonymem Sunlounger, bylo album číslo 1 na německém iTunes. Další úspěch zaznamenal v roce 2008, kdy on sám již byl jednou z ikon stylu trance. Vydal track společně s Chris Jonesem a Arminenm van Buurenem „Going Wrong“. Tímto začala jeho spolupráce s Arminem van Buurenem a labelem Armada, což jej posunulo na tu nejvyšší úroveň.[zdroj⁠?!]
Roger Shah si během své kariéry zahrál v mnoha zemích světa, jako např. USA, Thajsku, Španělsku, Francii, Velké Británií, Kanadě, Turecku, Salvadoru, Nizozemsku, Číně, Řecku, Maďarsku, Itálií, Norsku, Dánsku, Finsku, Švédsku, Rusku, Rakousku či Brazílii. V Česku se objevil na festivalu Mácháč.

### Magic Island
Magis Island je label, který Roger Shah založil. Label se specializuje především na balearic trance. Stejně tak Roger Shah vydává i svou radioshow, která se nazývá Magic Island - Music For Baleatic People. Tak vychází na internetovém rádiu DI.fm a trvá dvě hodiny. V radioshow míchá sety stylu chill-out a balearic. Stejně tak vydává komplikace se stejným názvem, jako jeho radioshow.

### Mellomania
Společně s Pedrem Del Mar rozjel německou radioshow Mellomania. DJ Shah poté vydal pod stejným názvem sérii 2CD kompilací.
V současnosti Mellomania působí také jako sdružení DJů, producentů, spisovatelů, vokalistů a jiných profesí související s trancem a především vocal trancem, na který se Mellomania zaměřuje.

## Diskografie

### Jako (DJ) Roger Shah / (DJ) Shah

#### Alba
- 2000 The Album
- 2008 Songbook
- 2010 (třetí album se ještě produkuje - plánuje se, že vyjde v říjnu)

#### Tracky
- 1999 „“Claps“
- 1999 „Commandments“
- 2000 „Riddim“
- 2001 „Tides Of Time“ (feat, No Iron)
- 2002 „High“
- 2003 „Sunday Morning“
- 2004 „Sunset Road“ (společně se skupinou York)
- 2006 „Beautiful (Glimpse Of Heaven)“ (feat. Jan Johnston)
- 2007 „Palmarosa“
- 2007 „Who Will Find Me“ (feat. Adrina Thorpe)
- 2008 „Going Wrong“ (společně s Armin van Buuren, feat. Chris Jones)
- 2008 „Don't Wake Me Up“ (feat. Inger Hansen)
- 2008 „Back To You“ (feat. Adrina Thorpe)
- 2009 „You're So Cool“ (s Tenishia, feat. Lorilee)
- 2009 „To The Sky“ (feat. Chris Jones jako Open Minded)
- 2009 „I'm Not God“ (společně s Tenishia, feat. Lorilee)
- 2009 „Healesville Sanctuary“ (feat. Signum)

#### Komplikace
- 2005 The Ultimate Chillout Collection
- 2008 Magic Island: Music For Balearic People
- 2009 Magic Island: Music For Balearic People Vol. 2
- 2010 Magic Island: Music For Balearic People Vol. 3 (v produkci)

### Jako Sunlounger

#### Alba
- 2007 Another Day On The Terrace
- 2008 Sunny Tales
- 2010 The Beach Side Of Life

#### Tracky
- 2006 „White Sand“
- 2007 „Aguas Blancas“
- 2007 „In & Out“
- 2008 „Crawling“
- 2008 „Catwalk / Mediterranean Flower“
- 2008 „Lost“ (feat. Zara)
- 2009 „Change Your Mind“ (feat. Kyler England)
- 2010 „Found“ (feat. Zara) (očekáváno vydání)

### Jako Black Pearl

#### Tracky
- 2006 „Bounty Island“
- 2008 „Coral Sea“
- 2009 „Java“
- 2009 „Rise“